# 阿曇磯良
阿曇磯良（あづみのいそら、安曇磯良とも書く）は、神道の神である。海の神とされ、また、安曇氏（阿曇氏）の祖神とされる。阿度部磯良（あとべのいそら）や磯武良（いそたけら）とも。神楽に誘われて海中より現れ、古代の女帝神功皇后に竜宮の珠を与えたという中世の伝説で知られる。

## 概要
石清水八幡宮の縁起である『八幡愚童訓』には「安曇磯良と申す志賀海大明神」とあり、当時は志賀海神社（福岡市）の祭神であったということになる（現在は綿津見三神を祀る）。同社は古代の創建以来、阿曇氏が祭祀を司っていると伝わる。
「磯」と「渚」は共に海岸を指すことから阿曇磯良は豊玉毘売命の子で、日子波限建（ヒコナギサタケ：鵜葺草葺不合命の別名）と同神であるとする説がある。また、『八幡愚童訓』では、磯良は春日大社に祀られる天児屋根命と同神であるとしている。
阿曇磯良は「阿曇磯良丸」と呼ぶこともあり、船の名前に「丸」をつけるのはこれに由来するとする説がある（ほかにも諸説ある）。宮中に伝わる神楽の一つ「阿知女作法」の「阿知女（あちめ）］は阿曇または阿度部のことである。

## 伝説
『太平記』には、阿度部磯良の出現について以下のように記している。神功皇后は三韓出兵の際に諸神を招いたが、海底に住む阿度部磯良だけは、顔にアワビやカキがついていて醜いのでそれを恥じて現れなかった。そこで住吉神は海中に舞台を構えて阿度部磯良が好む舞を奏して誘い出すと、それに応じて阿度部磯良が現れた。阿度部磯良は龍宮から潮を操る霊力を持つ潮盈珠・潮乾珠 を借り受けて皇后に献上し、そのおかげで皇后は三韓出兵に成功したのだという。
海人族安雲氏の本拠である福岡県の志賀海神社の社伝でも、「神功皇后が三韓出兵の際に海路の安全を願って阿曇磯良に協力を求め、阿曇磯良は熟考の上で承諾して皇后を庇護した」とある。北九州市の関門海峡に面する和布刈神社は、三韓出兵からの帰途、阿曇磯良の奇魂・幸魂を速門に鎮めたのに始まると伝えられる。
海神が干滿の珠を神功皇后に献じたという伝説は広く見られ、京都祇園祭の船鉾もこの物語を人形で表わしている。

## 舞い
阿曇磯良の伝説をもとにした舞として、志賀海神社では旧暦9月の神幸祭（）・国土祭（）で演じられる磯良の舞（「羯鼓（）の舞」）がある。
志賀海神｜社山誉祭にて以下のような神楽歌として古くから伝わっている。（『太平記』にも、この舞が神功皇后の三韓出兵以前より伝わる神事（舞い）と推察される記述が存在する。）この社山誉祭は、民俗学的に価値のある神事として、福岡県の県指定の有形民俗文化財 に指定されており、歌詞が君が代の起源であるとする説がある。
この地方では福岡県大川市の風浪宮や、糸島市の高祖神社（高祖神楽）、那珂川市の岩戸神楽にも磯良の舞の伝承が伝わる。
磯良の明神は上述したように奈良春日大社でも祀られており、春日若宮おん祭の細男（せいのう/せいのお/さいのお）と称して磯良の舞が奉納される。
春日大社のそれは、筑紫の浜で老人から「細男の舞をすれば、磯良が出てきて干珠・満珠を授ける」と聞いた神功皇后が舞わせたところ、貝殻のついた醜い顔を白布で隠した磯良が現れたという物語を表現したもので、白布の覆面姿の男たちが舞う。細男は、平安期の記録に「宮廷の神楽に人長（舞人の長）の舞いのあと、酒一巡して才の男（才男）の態がある」と次第書きがあり、この才の男から転じた言葉で、滑稽な物真似のような猿楽の一種であろうと推測されている。『風姿花伝』では、天の岩戸に隠れた天照大神を誘いだすために神楽に合わせて行なった滑稽な演技「せいのう」を猿楽の起源のひとつとして挙げている。
また、大分県中津市の古要神社には、操り人形による細男の舞があり、同様に白布で顔を隠した磯良の人形が使われる。同様のものは、福岡県吉富町の八幡古表神社にも伝わる。

## 磯良を祀る神社
- 志賀海神社
- 風浪宮
- 綿津見神社
- 和布刈神社
- 磯良神社 (茨木市)
- 磯良神社 (色麻町)